# Wollaston (archipelag)
Wyspy Wollaston – grupa wysp należących do Chile, stanowiąca część archipelagu Ziemia Ognista. Wyspy położone są niedaleko Przylądka Horn. Administracyjnie należą do regionu Magallanes. Sąsiadują z Wyspami Hermite. Zostały nazwane na cześć brytyjskiego naukowca Williama Hyde'a Wollastona.